# Promenade Alta Vista
Pour les articles homonymes, voir Alta Vista.
La promenade Alta Vista est une route de banlieue de la ville d'Ottawa, en Ontario, au Canada. Il s'agit de la principale rue nord-sud du quartier Alta Vista. Elle s'étend de la rue Bank au sud jusqu'à l'avenue Industrial au nord et dessert les quartiers de Ridgemont, Alta Vista et Riverview.
Alta Vista a été créée à la suite de développements résidentiels majeurs (notamment les lotissements Rideau Park et Alta Vista ) dans la région après la Seconde Guerre mondiale. D'abord appelée « l'autoroute de 100 pieds », elle a été nommée avenue Churchill (d'après Winston Churchill ) en 1941. Après l'annexion du canton de Gloucester par Ottawa en juillet 1950, la route fut rebaptisée « promenade Alta Vista », car il y avait déjà une avenue Churchill à Ottawa. Le conseil municipal de Gloucester a adopté un règlement le 3 mai 1937 autorisant sa construction et le premier tronçon a été construit entre le chemin Smyth et l'avenue Kilborn en 1939. Le tronçon de Kilborn à Randall a été construit en 1940, le tronçon au nord de Smyth en 1942 (jusqu'à ce qui est maintenant Terminal Avenue), au sud de Randall jusqu'à la rue Bank (alors appelée « chemin Metcalfe ») en 1947. 
À l'origine, Alta Vista passait devant Industrial et était reliée à la promenade Vanier, mais l'intersection, qui impliquait également la promenade Riverside, a été réalignée en 1986. Alta Vista a aussi gagné des pistes cyclables sur toute sa longueur dans les années 1990. Alta Vista doit son nom à sa hauteur générale, car les quartiers qu'elle traverse sont généralement plus hauts que le reste de la ville (le nom signifie « une vue d'en haut » ou « vue élevée » en espagnol et en portugais). Le nom a été appliqué pour la première fois à la zone en 1913, pour un petit lotissement construit sur le côté nord de l'avenue Randall qui offrait une bonne vue sur la colline du Parlement.
Alta Vista traverse des zones essentiellement  résidentielles et constitue une artère secondaire à deux à quatre voies, avec une limite de vitesse de 50 km/h (31 mi/h) . Le quartier se compose principalement de maisons individuelles, à l'exception de trois immeubles d'appartements à loyer modique appelés « Alta Vista Towers » situés au nord, près de l'avenue Industrial et de l'Alta Vista Plaza. La promenade Alta Vista se compose de logements mixtes, allant de petites maisons modestes dans les parties nord, à des maisons et bungalows de style colonial plus chers et de petite taille dans la zone immédiatement au sud du chemin Smyth.
La route est bordée par de grands arbres des deux côtés et longée par une voie ferrée Via Rail parallèle, située du côté ouest entre la promenade elle-même et la promenade Riverside, de l'avenue Industrial au chemin Smyth.

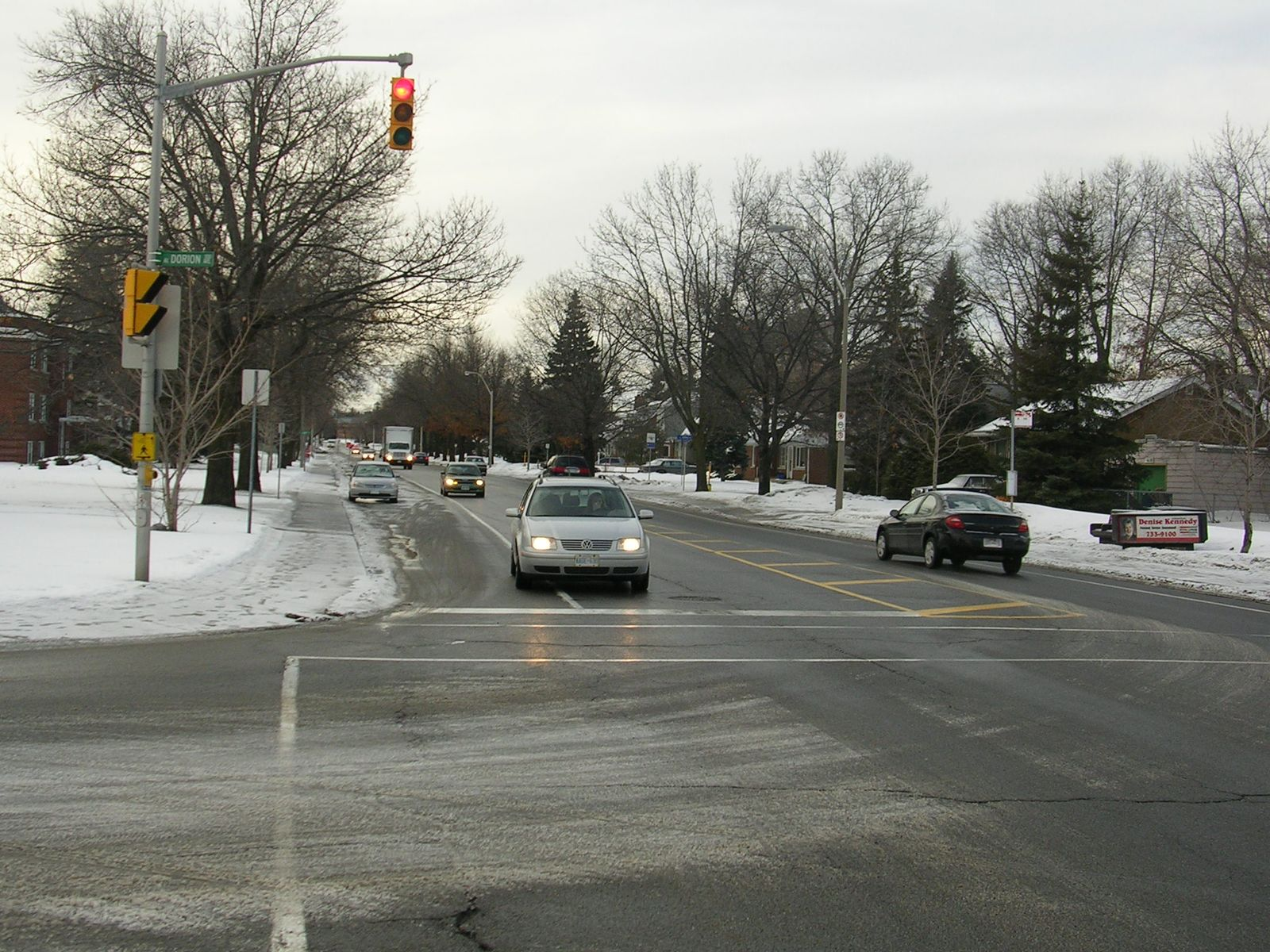
Le croisement de la promenade Alta Vista et du chemin Dorion en hiver.

Alta Vista abrite le Centre médical de la Défense nationale, l'Association des pharmaciens du Canada, la Société canadienne du sang, l'Association dentaire canadienne, l' Association médicale de l'Ontario, l'Association médicale canadienne et sa filiale MD Management, ainsi que le Conference Board du Canada, situés dans la zone au nord de l'intersection avec le chemin Smyth, dans un tronçon de la route qui n'est pas résidentiel. L'école secondaire Ridgemont et l'école secondaire St. Patrick's sont situées au sud du chemin Smyth. Le quartier abrite l'église anglicane St. Thomas the Apostle, l'église unie Rideau Park et l'église presbytérienne St. Timothy's. Il y a une succursale de la Bibliothèque d'Ottawa et deux centres commerciaux, l'un étant situé à l'extrême nord, près de l'avenue Industrial, et l'autre à l'extrême sud, à côté de la rue Bank.